# 近情情怯：怀俄明故事集
《近情情怯：怀俄明故事集》（英語：Close Range:Brokeback Mountain and Other stories，台灣譯作《斷背山：懷俄明州故事集》），為一短篇小說集，於2005年由時報文化出版企業股份有限公司所出版。作者為安妮·普露（英語：Annie Proulx），此書共收錄十一則短篇小說，內容多為北美懷俄明州的景色描寫，人物刻劃，生活故事，文化介紹等，以冷靜的筆觸講述一則則如鄉野奇談般的故事。
其中一篇故事〈斷背山〉改編成電影，由台灣導演李安所執導，而最具知名度。